# Син кехлибар
Синият кехлибар е рядък вариант на кехлибарената смола, който се отличава със синьо оцветяване. В природата синият кехлибар се намира само в Доминиканската република – основно в кехлибарените мини край град Сантяго де лос Кабайерос, и в по-малка степен в източната част на страната. В съвремието синият кехлибар се намира със същата честота както и местният доминикански кехлибар, образуван от смолата на изчезналия дървесен вид Hymenaea protera.
Под изкуствена светлина синият кехлибар изглежда като всеки друг, но под естествена светлина има интензивен флуоресцентен син блясък. При рязане и полиране синият кехлибар излъчва приятна миризма (ароматни молекули), която е различна от тази на обикновения кехлибар.

## Причини за оцветяването
Учени от Университета в Павия изследвали късове син кехлибар по метода на оптичната абсорбция, флуоресцентната спектроскопия и времево-разрешената регистрация на флуоресценция. Резултатният спектрален анализ показва, че спектрите на излъчване и възбуждане на синия кехлибар са близки по форма до тези на разредените разтвори на антрацен, перилен и тетрацен, и учените правят извода, че флуоресцентният въглеводород, на който се дължи синият цвят, вероятно е перилен. Въпреки предположението, наличие на такива ароматни въглеводороди не е потвърдено в изследваните образци на син кехлибар. Всички видове кехлибар проявяват флуоресценция, но синият кехлибар флуоресцира с по-голям интензитет.
Въпреки че има няколко теории за произхода на доминиканския син кехлибар, има голяма вероятност той да дължи съществуването си на примеси като антрацен в резултат от „непълно изгаряне“ на растителност от изчезналия вид Hymenaea protera преди 25 до 40 милиона години.
Този ефект е възможен само при някои екземпяри от категорията на доминиканския, мексиканския и индонезийския кехлибари. Всички други видове кехлибар, например балтийския, е невъзможно да проявяват ефекта, което се дължи на специфичното разпространение на дървото Hymenaea protera.